# Mehmet Dinçer
Mehmet Dinçer (Istambul, 1 de janeiro de 1924) é um ex-futebolista e treinador turco, que atuava como meia.

## Carreira
Mehmet Dinçer fez parte do elenco da Seleção Turca de Futebol que disputou a Copa do Mundo de 1954.

## Ligações Externas
- Perfil em FIFA.com (em inglês)